# Орлиновский сельский совет
Орлиновский сельский совет (укр. Орлинівська сільська рада, крымскотат. Baydar köy şurası) — орган местной власти и соответствующая подчинённая территория в составе Балаклавского района города со специальным статусом Севастополя (горсовета) Украины (фактически до 2014 года); ранее до 1991 года — в составе Крымской области УССР в СССР, до 1954 года — в составе Крымской области РСФСР в СССР, до 1945 года — в составе Крымской АССР РСФСР в СССР.
Занимал территорию Байдарской долины и части Южного берега Крыма от мыса Сарыч до Балаклавы. Граничил на севере с Терновский сельсоветом Балаклавского района города со специальным статусом Севастополя (горсовета), на северо-востоке и востоке — с Бахчисарайским районом АР Крым, на юге с Ялтинским горсоветом АР Крым.
Площадь сельсовета 83,6 км², население по переписи 2001 года — 6 330 человек.

## История
Сельсовет образован, как Байдарский, после постановления Крымревкома от 8 января 1921 года.
Первоначальный состав сельсовета, практически, соответствовал нынешнему, но 10 сентября 1925 года, решением собрания граждан сельсовета, сельсовет был разукрупнён и на 1926 год, согласно Списку населённых пунктов Крымской АССР по Всесоюзной переписи 17 декабря 1926 г., включал 2 села: собственно, Байдары и Хайто.
Указом Президиума Верховного Совета РСФСР от 21 августа 1945 года Байдарский сельсовет был переименован в Орлиновский.
На 1 августа 1952 года в состав сельсовета входили: Орлиное, Кизиловое, Павловка и Тыловое. 24 апреля 1957 года был упразднён Балаклавский район и сельсовет передан в состав Куйбышевского района Крымской области. На 15 июня 1960 года в совете числились населённые пункты:

| - пос Вишнёвое - Гончарное - Орлиное - Озёрное | - Павловка - Резервное - Тыловое - Широкое |

Указом Президиума Верховного Совета УССР «Об укрупнении сельских районов Крымской области», от 30 декабря 1962 года Куйбышевский район упразднили и совет передали в Бахчисарайский район, тогда же сельсовет обрёл нынешний состав. 1 января 1965 года, указом Президиума ВС УССР «О внесении изменений в административное районирование УССР — по Крымской области», Орлиновский сельсовет вновь передан из Бахчисарайского района в подчинение Балаклавскому.
Сельсовет к 2014 году включал 14 сёл:

| - Орлиное - Гончарное - Кизиловое - Колхозное | - Новобобровское - Озёрное - Павловка - Передовое | - Подгорное - Резервное - Родниковское - Россошанка | - Тыловое - Широкое |

С 2014 года на месте сельсовета находится Орлиновский муниципальный округ города федерального значения Севастополя РФ.
17 июля 2020 года парламент Украины, не признающий аннексию Крыма Российской Федерацией, принял постановление о новой сети районов в стране, которым предполагается вывести территорию сельсовета из подчинения Севастополю и включить её в состав Бахчисарайского района АР Крым, однако это решение не вступало в силу в рамках украинского законодательства до «возвращения Крыма под общую юрисдикцию Украины». 9 сентября 2023 года, несмотря на отсутствие контроля над полуостровом, вступили в силу поправки, которые ввели в действие данное постановление в отношении Крыма.